# 熱帶風暴鮎魚 (2022年)
熱帶風暴鮎魚（英語：Tropical Storm Megi，國際編號：2202，聯合颱風警報中心：WP032022，菲律賓大氣地球物理和天文管理局：Agaton）是2022年太平洋颱風季第2個被命名的風暴。「鮎魚」（메기）一名由南韓提供，是一種在河流或湖泊裏常見的魚，嘴旁有長鬚，魚身大，它的出現令人聯想到快要下雨。
因應「鮎魚」在菲律賓造成災難性破壞，被菲律賓在第55屆颱風委員會年會申請退役，在2023年3月舉行的第55次颱風委員會會議上獲該會接納把鮎魚從命名表中除名。在第56次世界氣象組織颱風委員會會議中通過新名由「古莎莉」取代。

## 發展過程
3月31日，一個熱帶擾動在莫特洛克群島東北方海域生成，美國海軍研究實驗室給予擾動編號94W。

熱帶風暴鮎魚和颱風馬勒卡在4月9日至10日間的衛星雲圖

4月9日凌晨2時，日本氣象廳將其升格為熱帶低氣壓。上午8時，日本氣象廳對其發布烈風警報。上午10時，聯合颱風警報中心將其評級提升為「高」，並對其發布熱帶氣旋形成警報，並於發布不久後將其升格為熱帶性低氣壓，給予熱帶氣旋編號03W；台灣中央氣象局將其升格為熱帶性低氣壓，給予編號TD03。下午2時，香港天文台將其升格為熱帶低氣壓。
4月10日上午5時，菲律賓大氣地球物理和天文服務管理局率先將其升格為熱帶風暴。上午8時，日本氣象廳將其升格為熱帶風暴，給予國際編號2202，並命名「鮎魚」。同時，台灣中央氣象局將其升格為輕度颱風，而澳門氣象局亦將其升格為熱帶風暴。下午2時，香港天文台將其升格為熱帶風暴。
4月11日凌晨2時，聯合颱風警報中心將其降格為熱帶性低氣壓。下午5時，聯合颱風警報中心對其發出最後警告。晚上8時，香港天文台將其降格為熱帶低氣壓。
4月12日下午2時，日本氣象廳和澳門氣象局將其降格為熱帶低氣壓，其環流逐漸被颱風馬勒卡吞併。晚上8時，香港天文台將其降格為低壓區。
4月13日下午2時，日本氣象廳認為其已併入馬勒卡的環流中。

### 事後調整
日本氣象廳在11月16日發表的事後報告中，將鮎魚的巔峰風速上調至40節（每小時75公里），氣壓下調至996百帕。

## 影響

### 菲律賓
當地發出之最高風暴信號：二號風暴信號
菲律賓大氣地球物理和天文服務管理局於4月9日上午5時對維薩亞斯群島東薩馬省及迪納加特群島、錫亞高島、大布卡斯群島發出一號風暴信號。並於4月10日上午5時對維薩亞斯群島東薩馬省南部及迪納加特群島北部發出二號風暴信號。
4月21日，菲律宾国家减灾委发布消息，菲律賓的死亡數字升至224人，147人失踪，8人受傷，超過二百萬人受災。

## 熱帶氣旋警告使用紀錄

### 菲律賓
| 菲律賓大氣地球物理和天文服務管理局 風暴信號 | 菲律賓大氣地球物理和天文服務管理局 風暴信號 | 菲律賓大氣地球物理和天文服務管理局 風暴信號 |
| ------------------------------------------- | ------------------------------------------- | ------------------------------------------- |
| 上一熱帶氣旋                                | 一號風暴信號                                | 下一熱帶氣旋                                |
| 颱風雷伊                                    | 一號風暴信號                                | 強烈熱帶風暴馬鞍                            |
| 颱風雷伊                                    | 二號風暴信號                                | 強烈熱帶風暴馬鞍                            |

## 外部連結
| 太平洋颱風季             |
| 主題頁 - 專題 - 編輯指南 |

- （日語）日本氣象廳首頁 （页面存档备份，存于）
- （英文）聯合颱風警報中心首頁 （页面存档备份，存于）
- （简体中文）中國國家氣象中心首頁 （页面存档备份，存于）
- （繁體中文）臺灣中央氣象局首頁 （页面存档备份，存于）
- （繁體中文）香港天文台首頁 （页面存档备份，存于）
- （繁體中文）澳門地球物理暨氣象局首頁 （页面存档备份，存于）
- （英文）菲律賓大氣地球物理和天文管理局 惡劣天氣公告 （页面存档备份，存于）
- （泰文）泰國氣象局首頁 （页面存档备份，存于）